# عملية إنزال القطط
عملية انزال القطط (بالإنجليزية: Operation Cat Drop)‏ هي تسمية لعملية نفذها سلاح الجو الملكي التابع للملكة المتحدة على جزيرة بورنيو التابعة لمستعمرة ساراواك السابقة (اليوم جزء من دولة ماليزيا) سنة 1960، تضمنت العملية نقل عدد من القطط جوًا من سنغافورة وإنزالها مظليًا في صناديق كجزء من برنامج أوسع لنقل القطط الى الجزيرة بهدف محاربة تفشي الفئران.
وقد وسمت العملية بكونها "ناجحة"، تقارير صحفية نشرت بعد العملية بفترة وجيزة تحدثت أن عدد القطط الذي تم استخدامه في العملية 23 قط فقط، بينما زعمت بعض الروايات غير الموثوقة أن عدد القطط المستخدم كان يناهز 14,000 قط، بينما مصدر آخر أشار الى انطلاق حملة لتجنيد "30 قط" قبل أيام قليلة من تاريخ العملية.

## الخلفية
في خمسينيات القرن الماضي شاع استخدام المبيد الحشري "ثنائي كلورو ثنائي فينيل ثلاثي كلورو الإيثان" المعروف اختصارًا DDT على نطاق واسع في العديد من البلدان والمناطق بضمنها بورنيو من أجل مكافحة البعوض الناقل لمرض الملاريا قبل وصوله الى البشر.
التقارير الصحفية في عام 1960 ذكرت الى أن منطقة بورنيو التي باتت تعاني من غزو الفئران التي تفتك بالمحاصيل، وأتى هذا الانتشار الكبير للفئران نتيجة لموت عدد كبير من القطط المحلية بسبب تسممها بمبيد الـ DDT او غيره من المبيدات مما أدى تناقص مفترسات الفئران المتمثلة بالقطط وفقدان السيطرة على أعدادها، ظهرت عدد من الإفتراضات لكيفية وصول المبيد الى القطط مؤديًا، منها أنه وصول لها نتيجة التضخم الحيوي لمادة DDT حيث أكلت القطط مخلوقات أخرى مثل السحالي والصراصير التي تعرضت بدورها الى هذا المبيد دون دليل يدعم هذا الإفتراض، بينما إفترضت أخرى أن وفيات القطط أتت نتيجة التعرض المباشر للمبيدات التي رشت في المساكن ببساطة وليس بفعل التضخم الحيوي.
ظهرت تقارير أخرى مشابهة في تايلاند وبوليفيا والمكسيك تؤكد ارتفاع اعداد الوفيات بين القطط بعد إستخدام مبيد DDT وفي كثير من هذه الحالات تم تعليل سبب الوفاة بتسمم القطط المباشر الذي وصل اليها نتيجة لعقها فراءها بعد الاحتكاك بالجدران او الأسطح التي رشت بتلك المادة.
تم استخدام ظاهرة زيادة وفيات القطط بعد الاستخدام المفرط لمبيد DDT كمثال واقعي عن النتائج غير المحسوبة لرش منظمة الصحة العالمية مبيد DDT بغرض مكافحة الملاريا، ومثالاً للمشاكل التي تنشأ بسبب تدخل البشر في النظام البيئي وتحول العواقب غير المقصودة لمشاكل أخرى، وكيف يمكن لأطر العمل الصحيحة التي تتضمن تفكير نظمي بتأثيرات الحدث التنبؤ بعواقب الأنشطة وتجنبها بشكل فعّال.

## عمليات مشابهة
توجد برامج أخرى مشابهة تضمنت نقل وانزال الحيوانات جوًا، منها انتشار لقطات فيديو عام 2015 تزعم انزال جوي مظلي لحيوان القندس في عملية تهدف الى تحسين جودة المياه، كما يقوم قسم موارد الحياة البرية في يوتا [الإنجليزية] بإعادة توريد البحيرات والجداول المرتفعة عن سطح البحر بأسماك السلمون المرقط الصغيرة عن طريق رميها مباشرة من طائرة تطير على ارتفاع (100 الى 150 قدم) فوق سطح الماء.

## طالع أيضًا
- نظام بيئي
- مكافحة نواقل المرض